# الهجمات الإيرانية على القواعد العسكرية الأمريكية 2025
في 23 يونيو 2025 قصفت إيران قواعد أمريكية عدة منها قاعدة العديد الجوية في قطر، وقواعد أمريكية في العراق، وجاء الهجوم كجزء من الحرب الدائرة بين إيران وإسرائيل وردا على الهجوم الأمريكي الذي استهدف ثلاث منشآت نووية. وأعلنت الدوحة التصدي للصواريخ الإيرانية.
تعد عملية بشائر الفتح (بالفارسية: عملیات بشار الفتح) هي الهجوم الثاني من نوعه تستهدف فيه إيران قواعد أمريكية في الشرق الأوسط بعد عملية الشهيد سليماني، وقبل الهجوم بأسبوع تعرضت القنصلية الأمريكية بأربيل لهجوم.

## الهجمات
في حوالي الساعة 5:44 مساءً بالتوقيت المحلي، أطلقت إيران صواريخ على قاعدة العديد الجوية. صرّح مسؤولون أمريكيون بأن القصف شمل صواريخ باليستية قصيرة ومتوسطة المدى. سُمع دوي انفجارات في الدوحة عاصمة قطر. وأظهرت منشورات على مواقع التواصل الاجتماعي صواريخ تنطلق في السماء.

## ردود الفعل

### إيران
بعد الضربات، أصدر الحرس الثوري الإيراني بيانًا يؤكد أن أي عدوان أمريكي إضافي سيؤدي إلى "انهيار" الوجود العسكري الأمريكي في المنطقة، واصفًا القواعد الأمريكية في المنطقة بأنها "نقاط ضعف رئيسية وركيزة هذا النظام المتعطش للحرب".
صرح مسؤول في وزارة الدفاع الأمريكية أن دفاعاتها الجوية في قطر اعترضت 13 صاروخًا إيرانيًا، بينما سُمح لصاروخ آخر بالسقوط دون أن يصيب هدفه. وقالت وزارة الدفاع القطرية إنها اعترضت الصواريخ وأن الهجوم لم يسفر عن أي إصابات. ووصفت وسائل الإعلام الإيرانية الضربة بأنها "مدمرة".
بعد الهجوم، أصدر الحرس الثوري الإيراني بيانًا قال فيه إن الهجوم كان ردًا على "العدوان العسكري" الأمريكي ضد البرنامج النووي "السلمي" الإيراني: موضحًا صاروخ واحد مقابل كل قنبلة أمريكية تم إسقاطها على المنشآت النووية الإيرانية.
أكد البيت الأبيض وقوع الضربات الصاروخية. وعقد الرئيس دونالد ترامب اجتماعًا مع فريقه للأمن القومي لمناقشة التطورات. ووضع المسؤولون الأمريكيون الأصول العسكرية في حالة تأهب قصوى وأعربوا عن استعدادهم للرد.
وقال مجلس الأمن القومي الإيراني بأن العمليات التي نفذتها إيران "خالية من أي تهديد أو خطر على الدولة الصديقة والشقيقة قطر وشعبها".

### قطر
أدانت قطر بشدة الهجوم الإيراني على قاعدة العديد الجوية على أراضيها، وأضافت أن الدفاعات الجوية القطرية "قامت بالتصدي للهجوم بنجاح واعترضت الصواريخ الإيرانية." كما قالت قطر إنها تحتفظ بحقها في "الرد مباشرة وبشكل يتناسب مع طبيعة وحجم هذا العدوان السافر."

### الولايات المتحدة
وصف الرئيس الأمريكي دونالد ترامب الهجوم الإيراني بأنه "رد ضعيف للغاية"، وشكر إيران على إخطار الولايات المتحدة مبكرًا بالضربات. كما دعا إيران إلى اغتنام الفرصة "للمضي قدمًا نحو السلام والوئام في المنطقة"، وقال إنه "سيشجع إسرائيل بحماس على أن تحذو حذوها". 
بعد خمس ساعات من الضربات، صرّح ترامب بأن إيران وإسرائيل اتفقتا على اقتراح لوقف إطلاق النار، وأن الأولى ستنهي الأعمال العدائية عند منتصف ليل 24 يونيو/حزيران، على أن تتبعها إسرائيل بعد 12 ساعة. ووفقًا لرويترز، ردّ "مسؤول إيراني كبير" بالإيجاب، مشيرًا إلى أن العرض قدّمته الولايات المتحدة بوساطة قطرية.

### دولية
- السعودية: أدانت المملكة العربية السعودية "بأشد العبارات" الهجوم الإيراني في قطر، واصفةً إياه بـ "انتهاك صارخ للقانون الدولي."[24]
- العراق: أدانت العراق  الهجوم الإيراني في قطر، وأكدت فيه "تضامنها مع دولة قطر الشقيقة وأهمية الحفاظ على سيادتها وأمنها".[25]
- مصر : أدانت مصرا واستنكرت "الهجمات الإيرانية التي طالت دولة قطر الشقيقة" والتي تعد "انتهاكا لسيادتها وتهديدا لسلامة أراضيها وخرقا للقانون الدولى وميثاق الامم المتحدة، وأعربت عن قلقها البالغ من التصعيد المتسارع الخطير الذي تشهده المنطقة، وأكدت رفضها الكامل لكافة أشكال التصعيد العسكري أو المساس بسيادة الدولكما.[26]
- البحرين أعلنت البحرين عن إدانتها "للهجوم الذي استهدف سيادة دولة قطر من قبل الحرس الثوري الإيراني" معتبرةً أنه "انتهاك صارخ لسيادة دولة قطر ومجالها الجوي، وللقانون الدولي وميثاق الأمم المتحدة". وأكدت "تضامنها الكامل مع قطر، وهو ما تتطلبه رابطة الأخوة والدم مما يؤكد تضامن دول مجلس التعاون لدول الخليج العربية في هذه الظروف الحساسة التي تمر بها المنطقة لبذل الجهود اللازمة لضبط النفس وتجنب التصعيد، وحل جميع الخلافات بالوسائل السلمية".[27]
- الكويت: أعربت وزارة خارجية الكويت عن"إدانتها واستنكارها الشديدين "للهجمات التي استهدفت قاعدة العديد الجوية بدولة قطر من قبل الحرس الثوري الإيراني في انتهاك صارخ للسيادة القطرية ومجالها الجوي وللقانون الدولي وميثاق الأمم المتحدة، وبما يعتبر تصعيداً خطيراً يهدد السلم والأمن والاستقرار بالمنطقة"، وأكدت، "وقوف الكويت التام لجانب قطر قيادة وحكومة وشعباً ودعمها الكامل لجميع الإجراءات التي تتخذها لحفظ سيادتها وأمنها واستقرارها بما فيها حقها في الرد مباشرة بما يتناسب مع حجم هذا الاعتداء السافر".[28]
- عُمان: أدانت وزارة الخارجية العمانية، في بيان" القصف الصاروخي الإيراني لمواقع سيادية في دولة قطر" واعتبرته عملًا مرفوضا ومدانا ينتهك سيادة دولة شقيقة من دول مجلس التعاون لدول الخليج العربية ويتنافى مع سياسة حسن الجوار وينذر بتوسيع رقعة الصراع وألقت باللوم على إسرائيل في مهاجمة إيران أولاً في 13 يونيو.[29]
- المغرب: أدانت المملكة المغربية بشدة "الهجوم الصاروخي السافر الذي استهدف سيادة دولة قطر الشقيقة ومجالها الجوي" وعبرت وزارة الشؤون الخارجية المغربية أنها تعبر عن تضامنها التام مع دولة قطر الشقيقة إزاء كل ما من شأنه ان يمس أمنها وطمأنينة مواطنيها.[30]
- فرنسا: صرح الرئيس إيمانويل ماكرون بأن "فرنسا تتضامن مع قطر"[31] ودعا جميع الأطراف إلى "ممارسة أقصى درجات ضبط النفس، وتهدئة الأوضاع، والعودة إلى طاولة المفاوضات"، مضيفًا أن "دوامة الفوضى يجب أن تنتهي".[21]
- سوريا أدانت وزارة الخارجية والمغتربين الهجوم، وأعربت عن تضامنها الكامل مع قطر ودول الخليج في مواجهة التهديدات والتصعيد العسكري.[32]

## انظر ايضًا
- المفاوضات الأمريكية الإيرانية 2025
- الحرب الإيرانية الإسرائيلية (2025–الآن)
- الهجمات الأمريكية على إيران (يونيو 2025)